# Baltisch voetbalkampioenschap 1908/09
In 1908/09 werd het tweede voetbalkampioenschap gespeeld dat georganiseerd werd door de Baltische voetbalbond. VfB Königsberg werd kampioen en plaatste zich voor de eindronde om de Duitse landstitel. In de eindronde werd de club met 12-1 verslagen door Berliner TuFC Viktoria 89.

## Deelnemers aan de eindronde
| Club           | Gekwalificeerd als               |
| -------------- | -------------------------------- |
| VfB Königsberg | Kampioen van Oost-Pruisen        |
| Elbinger SV 05 | Kampioen van Elbing-Marienwerder |
| BuEV Danzig    | Kampioen van Danzig-Stolp        |

## Finale West-Pruisen
|              |             |       |                |        |
| 4 april 1909 | BuEV Danzig | 3 – 1 | Elbinger SV 05 | Danzig |
| 4 april 1909 |             |       |                | Danzig |

## Finale
|               |                |       |             |                                                   |
| 18 april 1909 | VfB Königsberg | 1 – 0 | BuEV Danzig | Walter-Simon-Platz, Königsberg Toeschouwers: 1500 |
| 18 april 1909 |                |       |             | Walter-Simon-Platz, Königsberg Toeschouwers: 1500 |